# Bohartia isabella
Bohartia isabella är en tvåvingeart som beskrevs av Adisoemarto och Wood 1975. Bohartia isabella ingår i släktet Bohartia och familjen rovflugor. Inga underarter finns listade i Catalogue of Life.